# マルカントニオ2世・コロンナ

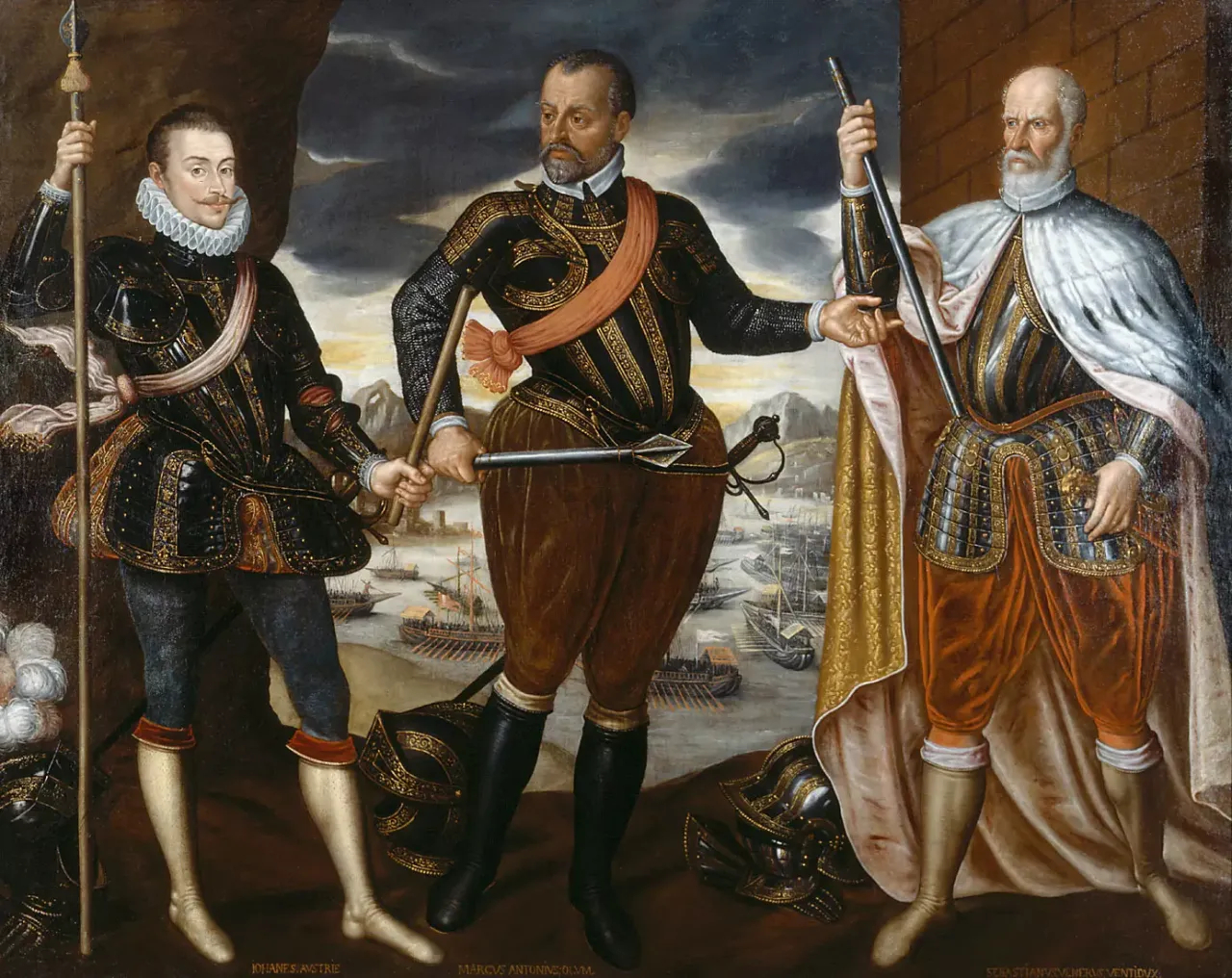
ドン・ファン・デ・アウストリア（左）、マルカントニオ・コロンナ（中央）、セバスティアーノ・ヴェニエル（右）

マルカントニオ・コロンナ（Marcantonio Colonna、1535年 - 1584年8月1日）は、ローマの名家コロンナ家出身の提督。パリアーノ公。

## 人物・生涯
ヴィットーリア・コロンナの弟パリアーノ公爵アスカーニオ1世・コロンナと、ナポリのモンタルト公女ジョヴァンナ・ダラゴーナの間の次男。
1571年のレパントの海戦時に、教皇庁艦隊司令官を務める。神聖同盟艦隊全体としては、副司令官であった。軍人というより宮廷人である。
海戦の前年1570年にも神聖同盟艦隊の編成があったが、その当時海上戦闘の経験がないということでローマ教皇ピウス5世からの提言にもかかわらず、ヴェネツィア・スペイン両国から同盟艦隊全体の指揮官への任命は難色がしめされた人物である。オスマン帝国がキプロス島の首都ニコシアを包囲を開始したため、とりあえず神聖同盟艦隊司令官に任命される。
キプロス救援を急ぐヴェネツィアと、ヴェネツィアのためには戦う気のないスペイン勢の間で調停役となるが、決断力を欠き、1570年は戦うことなく艦隊は解体される。
1571年も継続して法王庁艦隊司令官を務め、神聖同盟艦隊総司令官職はスペイン王フェリペ2世の庶弟ドン・フアン・デ・アウストリアに譲り、副司令官となるが、神聖同盟内で意見が割れた場合の妥協案を示すなど調停役として重要な役割を果たす。
1584年にスペインで客死した。49歳。